# Pastel de nata
Il pastel de nata ([pɐʃˈtɛɫ dɨ ˈnatɐ]; plurale: pastéis de nata), o pastel de Belém è un pasticcino portoghese a base di crema e pasta sfoglia. 

## Storia
Secondo la tradizione veniva anticamente prodotto dai monaci del Monastero dos Jerónimos a Belém, oggi freguesia di Lisbona, in passato località distinta dalla capitale portoghese. A seguito della chiusura dei monasteri, nei primi decenni del XIX secolo, la tradizione venne continuata da una pasticceria del luogo che è diventata famosa come Antiga Confeitaria de Belém.
Il dolce, oltre che in Portogallo, è diffuso in tutti i Paesi di lingua portoghese come il Brasile, l'Angola, il Mozambico, Capo Verde, São Tomé e Príncipe, la Guinea-Bissau, Timor Est, Goa e Macao, oltre che a Taiwan, nonché nei Paesi con una presenza significativa di portoghesi come il Canada, l'Australia, il Lussemburgo, gli Stati Uniti e la Francia.

## Curiosità
Oggi, i pastéis de nata sono solitamente disponibili in ogni bar portoghese, ed è abitudine comune consumarli spolverati di cannella insieme con una bica (un caffè espresso). La ricetta originale è segreta e custodita dalla Oficina do Segredo, situata nella Fábrica dos Pastéis de Belém. I pochi detentori della ricetta originale giurano solennemente di non farla diventare pubblica. Proprio per tale ragione, seppure l'autoproduzione sia permessa, la messa in vendita è consentita solamente denominando il prodotto pastel de nata, mentre la denominazione Pastel de Belém può essere utilizzata solo per i prodotti della Fábrica.